# Sándor Balogh
Sándor Balogh (hongarès: Balogh Sándor)  (Gyón, 18 de març de 1920 - Budapest, 6 de febrer de 2000), també conegut com Balogh II, fou un futbolista hongarès de la dècada de 1950.
Va disputar 24 partits amb la selecció hongaresa entre 1942 i 1950. Fou jugador del club Újpest FC. Més tard fou entrenador a Újpest FC, Tatabányai Bányász, Miskolci VSC i Pécsi Dózsa.

## Palmarès
Újpest FC
- - Lliga hongaresa de futbol: 1945 primavera, 1945-46, 1946-47

Hongria
- - Copa dels Balcans de futbol: 1947